# Chris Terkelsen

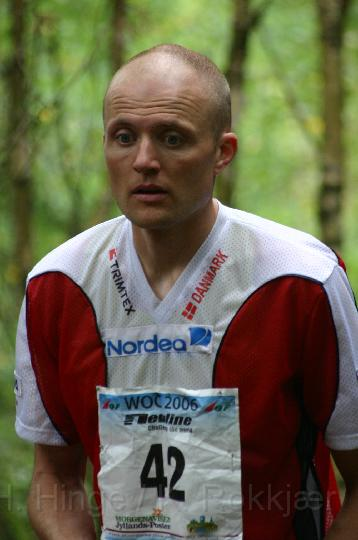
Terkelsen in 2006

Chris Risbjerg Terkelsen (16 februari 1972) is een Deense oriëntatieloper, die al meer dan 10 jaar meedoet aan de top.
In 1997 won hij de gouden medaille bij de estafette tijdens het Wereldkampioenschap oriëntatielopen samen met Torben Skovlyst, Carsten Jørgensen en Allan Mogensen. Tijdens de wereldkampioenschappen in 2005 won hij zilver op de middellange afstand. En in 1998 lukte het Chris om de totaalwinnaar te worden in de World Cup.

## Resultaten
Wereldkampioenschap oriëntatielopen
- Gouden medaille (1)
  - 1997 - estafette - Grimstad, Noorwegen
- Zilveren medaille (1)
  - 2005 - middellange afstand - Aichi, Japan

Europees kampioenschap oriëntatielopen
- Zilveren medaille (1)
  - 2004 - estafette - Roskilde, Denemarken

World Cup Oriëntatielopen
- Eerste totaal World cup
  - 1998